# Пак Сан Ин
Пак Сан Ин (нар. 2 жовтня 1988) — південнокорейська борчиня вільного стилю, чемпіонка та бронзова призерка чемпіонатів Азії, бронзова призерка Азійських ігор.

## Життєпис
Боротьбою почала займатися з 2003 року. У 2005 році стала бронзовою призеркою чемпіонату Азії серед юніорів. Наступного року на цих же змаганнях піднялася сходинкою вище. У 2008 році знову стала бронзовою призеркою чемпіонату Азії серед юніорів.
Виступала за борцівський клуб Сеульського університету. Тренер — Чон Хьон Йо.

## Спортивні результати на міжнародних змаганнях

### Виступи на Чемпіонатах світу
| Змагання                        | Збірна         | Вагова категорія          | Місце |
| ------------------------------- | -------------- | ------------------------- | ----- |
| Чемпіонат світу з боротьби 2010 | Південна Корея | жіноча боротьба, до 63 кг | 16    |

### Виступи на Чемпіонатах Азії
| Змагання                       | Збірна         | Вагова категорія          | -      |
| ------------------------------ | -------------- | ------------------------- | ------ |
| Чемпіонат Азії з боротьби 2006 | Південна Корея | жіноча боротьба, до 59 кг | Бронза |
| Чемпіонат Азії з боротьби 2010 | Південна Корея | жіноча боротьба, до 63 кг | Золото |

### Виступи на Азійських іграх
| Змагання           | Збірна         | Вагова категорія          | Місце  |
| ------------------ | -------------- | ------------------------- | ------ |
| Азійські ігри 2010 | Південна Корея | жіноча боротьба, до 63 кг | Бронза |

### Виступи на інших змаганнях
| Змагання                                                        | Збірна         | Вагова категорія          | Місце |
| --------------------------------------------------------------- | -------------- | ------------------------- | ----- |
| Олімпійський кваліфікаційний турнір з боротьби 2008 (Хапаранда) | Південна Корея | жіноча боротьба, до 63 кг | 15    |

### Виступи на змаганнях молодших вікових груп
| Змагання                                      | Збірна         | Вагова категорія          | Місце  |
| --------------------------------------------- | -------------- | ------------------------- | ------ |
| Чемпіонат Азії з боротьби серед юніорів 2005  | Південна Корея | жіноча боротьба, до 59 кг | Бронза |
| Чемпіонат Азії з боротьби серед юніорів 2006  | Південна Корея | жіноча боротьба, до 59 кг | Срібло |
| Чемпіонат світу з боротьби серед юніорів 2006 | Південна Корея | жіноча боротьба, до 59 кг | 12     |
| Чемпіонат світу з боротьби серед юніорів 2007 | Південна Корея | жіноча боротьба, до 63 кг | 17     |
| Чемпіонат Азії з боротьби серед юніорів 2008  | Південна Корея | жіноча боротьба, до 63 кг | Бронза |